# Canzonissima 1961
Canzonissima 1961  è una trasmissione musicale, andata in onda dal 10 ottobre del 1961 al 6 gennaio del 1962.

## Il programma
Quest'edizione di Canzonissima fu condotta da Sandra Mondaini, Paolo Poli, Toni Ucci, Carletto Sposito, Tino Buazzelli, Alberto Bonucci, Anna Maria Gambineri ed Enzo Garinei. Gli autori erano Giulio Scarnicci e Renzo Tarabusi, la regia era affidata ad Eros Macchi e la direzione musicale a Franco Pisano.
A differenza degli anni precedenti, in cui i cantanti presentavano brani musicali già conosciuti, in quest'edizione furono presentate solo canzoni inedite (in tutto 56, poi ridotte a 55 perché un brano non risultò inedito).
La gara fu vinta da Tony Dallara con la canzone Bambina bambina; al secondo posto si classificò Adriano Celentano con la canzone Nata per me.
1ª puntata (10 ottobre)
Io scelgo te (Arturo Testa)
Lenta l’acqua (Katina Ranieri)
Quei capelli spettinati (Giorgio Gaber)
Serenata (Giacomo Rondinella)
Vienimi vicino (Corrado Lojacono)
Stringiti alla mia mano (Miranda Martino)
Italian Lover (Little Tony)
2ª puntata (17 ottobre)
Cara cara (Joe Sentieri)
Chitarre e maduline (Ugo Calise)
Fra le canne di bambù (Betty Curtis)
La nostra estate (Tonina Torielli)
Il mio sotterraneo (Pino Donaggio)
Non sono Bella (Maria Monti)
Regalami una notte (Marino Barreto jr)
3ª puntata (24 ottobre)
Mi fanno ridere (Jimmy Fontana)
Pietà per questo amore (Jolanda Rossin)
Bambina bambina (Tony Dallara)
Riksciò (Jenny Luna)
Nata per me (Adriano Celentano)
In blue jeans (Gloria Christian)
Il tempo è tra noi (Renata Mauro)
4ª puntata (31 ottobre)
Morir d’amore (Teddy Reno)
Che noia (Germana Caroli)
Vico ‘e notte (Claudio Villa)
Io da una parte, tu dall’altra (Maria Monti)
Santa Lucia (Luciano Rondinella)
Cercami (Ornella Vanoni)
Chiedimi tutto (Lelio Luttazzi)
5ª puntata (7 novembre)
Non mi dire di no (Caterina Villalba)
Prezzemolo (Mara del Rio)
Sedici anni (Nunzio Gallo)
C’era una volta (Luciano Tajoli)
Datemi una mano (Anita Traversi)
Voca, voca e va’ piscato’ (Peppino di Capri)
Passerà (Renata Mauro)
6ª puntata (14 novembre)
Preludio all’amore (Arturo Testa)
L’ultima lettera (Gianni Meccia)
Controluce (Flo’ Sandon’s)
Tempesta (Luciano Virgili)
Il primo mattino del mondo (Milva)
Uno dei tanti (Joe Sentieri)
Montecarlo (Johnny Dorelli)
7ª puntata (21 novembre)
Bella bella bambina (Anita Traversi)
Più forte di me (Jolanda Rossin)
Poema d’amore (Paula)
Vieni vieni ammore (Maria Paris)
Una canzone per l’estate (Aura D’Angelo)
Concerto di Pierrots (Quartetto Caravels)
Come noi (Tony Dallara)
8ª puntata (28 novembre)
La fortuna (Wilma De Angelis)
Vorrei nascondermi in un albero (Quartetto Radar)
Notte sul Volga (Jula De Palma)
‘O cappotto (Sergio Bruni)
Povero Masaniello (Aurelio Fierro)
Pioggia d’estate (Fausto Cigliano)
Un grido (Ornella Vanoni)
9ª puntata (5 dicembre)
Intermezzo di Canzonissima in attesa dei risultati delle votazioni, viene presentata una selezioni delle composizioni più polari affermatesi alla radio, al cinema e alla televisione
10ª puntata (12 dicembre)
Vengono eseguite le prime sette finaliste
Io scelgo te (Arturo Testa)
Nata per me (Adriano Celentano)
Stringiti alla mia mano (Miranda Martino)
Il primo mattino del mondo (Milva)
Uno dei tanti (Joe Sentieri)
Montecarlo (Johnny Dorelli)
La nostra estate (Tonina Torielli)
11ª puntata (19 dicembre)
Vengono eseguite le altre sette finaliste:
Bambina bambina (Tony Dallara)
Fra le canne di bambù (Betty Curtis)
Sedici anni (Nunzio Gallo)
Voca, voca e va’ piscatò (Peppino di Capri)
Vico ‘e notte (Claudio Villa)
Riksciò (Jenny Luna)
Santa Lucia (Luciano Rondinella)
12ª puntata (26 dicembre)
Intermezzo di Canzonissima. In attesa delle finali lo spettacolo è caratterizzato dalla presenza di numerosi ospiti che eseguono i loro successi più famosi.
13ª puntata (2 gennaio)
Album di Canzonissima (riassunto delle 14 canzoni finaliste)
Io scelgo te (Arturo Testa)
Nata per me (Adriano Celentano)
Stringiti alla mia mano (Miranda Martino)
Il primo mattino del mondo (Milva)
Uno dei tanti (Joe Sentieri)
Montecarlo (Johnny Dorelli)
Bambina bambina (Tony Dallara)
Fra le canne di bambù (Betty Curtis)
Sedici anni (Nunzio Gallo)
Voca, voca e va’ piscatò (Peppino di Capri)
Vico ‘e notte (Claudio Villa)
La nostra estate (Tonina Torielli)
Riksciò (Jenny Luna)
Santa Lucia (Luciano Rondinella)
14ª puntata (6 gennaio)
Finalissima
1° Bambina bambina (Tony Dallara)
2° Nata per me (Adriano Celentano)